# Районы Древнего Рима

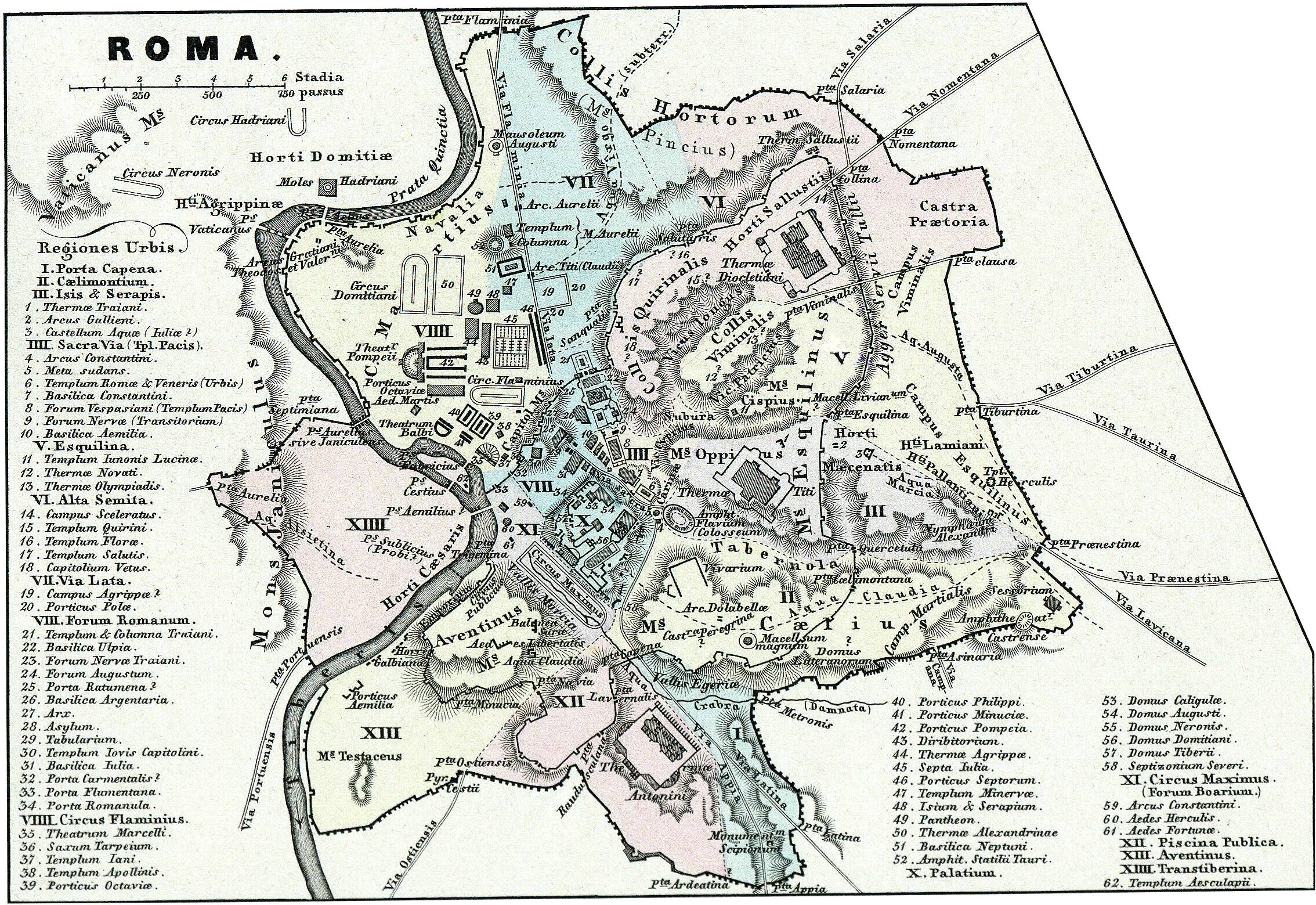
Древний Рим (Генрих Теодор Менке, 1862 год). Описание см. на странице Список топографических объектов и памятников Древнего Рима.

Дре́вний Ри́м  как город подразделялся на районы (лат. regio).
Деление античного главного города Рим на четыре района относится ещё к времени правления Сервия Туллия. Все районы были связаны общим культом Аргеев (Argei).
При императоре Августе в 7 году до нашей эры с целью полного включения всех населённых территорий античного города Рим, число районов города было увеличено с четырёх до 14, каждый район при этом был поделён на 265 виков (лат. vicus) — городских участков. По периметру город в конце I века нашей эры составлял 20 км.
Точное разделение и границы античного города не известны, так как город постоянно расширялся за пределы Сервиевой стены. Первоначально районы были известны лишь по номерам, позднее появились названия Regio Palatii, Regio Campi Martii и другие. Название района IV, Храм Мира, свидетельствует о том, что название этого района закрепилось после строительства храма Веспасиана. Такое деление Рима на 14 районов просуществовало до VII века, когда Рим был заново поделён на 7 районов.
Территориальное деление города позволило наладить работу пожарных (для охраны от пожаров были выставлены караульные посты и введена ночная стража) и охранников порядка, который обеспечивался специальными войсковыми частями и префектами. Районами управляли магистраты, которые выбирались из простого населения — по четыре на район, позднее — 48, независимо от числа районов. Магистраты занимались по большей частью религиозными церемониями в районе.

## Список районов
|   |    |     |    |   |    |     |
| I | II | III | IV | V | VI | VII |

### I Porta Capena
Название района происходит от Капенских ворот Сервиевой стены, от которых начиналась Аппиева дорога. Район начинался от восточного окончания Палатина и продолжался на юг за Капенскими воротами. Возможно, районы I, II, III, IV и X сходились у одной точки — фонтана мета суданс.

### II Caelimontium
Район включавший холм Целий. Границы района точно неизвестны, возможно, ими являлись склоны холма. Также точно не установлено, относился ли Латеран с восточной стороны к этому району. Большая часть холма не входила первоначально в священную границу города.
Во времена поздней Республики на холме стали строиться роскошные виллы, например, префекта Мамурры, которого в своих стихах высмеивал Катулл, а также императорских семейств, например, там находилась вилла Коммода (лат. Domus Victiliana), Сессорий — вилла семьи Северов. На территории располагись святилище Минервы Capta, храм обожествлённого Клавдия, а также казарма пятой когорты вигилов, две казармы личной кавалерии императора (лат. equites singulares augusti), в Castra peregrina, где были размещены солдаты из провинций.

### III Isis et Serapis
Название происходит от святилища египетских божеств Исиды и Сераписа, возведённого в этом районе. Район территории района проходила Лабиканская дорога к долине, где расположен Колизей, к району частично относился Оппий и Эсквилин. В районе располагались термы Траяна, Тита, портик Ливии с храмом Конкордии.

### IV Templum Pacis
Название произошло от храма Мира на Римском форуме, построенного при Веспасиане. В район входила долина между Эсквилином и Виминалом, Субура и Циспий. На территории находились Священная дорога, колосс Нерона, Колизей, мета суданс.

### V Esquiliae
Восточный район Рима, располагавшийся за Сервиевой стеной и севернее Виа Асинария. Во времена Августа включал в себя campus Viminalis и, возможно, всю территорию между Тибуртинской дорогой и Соляной дорогой, северную и восточную части Эсквилинского холма. На территории района находилось множество садов, а при Северах была построена императорская резиденция, в дальнейшем получившая название Сессорий.

### VI Alta Semita
Первоначально располагался на территории Квиринала от императорских форумов до Сервиевой стены между Виминальскими воротами (лат. porta Viminalis) и Коллинскими воротами (лат. porta Collina) и территорией северо-восточнее стены. В районе находились термы Диоклетиана, Константина, казарма преторианцев — Castra praetoria. Название район получил от улицы, проходившей через Квиринал.

### VII Via Lata
Район включал в себя восточную часть Марсова поля справа от одноимённой улицы и Пинцием. Первоначально этот район находился за чертой города. На склоне Пинция в позднюю Республику было возведено множество вилл, однако обустройство района началось при Августе и Агриппе. Через район был проведён акведук Aqua Virgo, построена казарма первой когорты вигилов, Свиной форум лат. Forum suarium. Во II веке н. э. район стал густо населён. Особенно активно шло строительство в III веке н. э., в этот период были возведены несколько портиков и огромный храм Соль Аврелиана (начало строительства в 237 году).
|      |    |   |    |     |      |     |
| VIII | IX | X | XI | XII | XIII | XIV |

### VIII Forum Romanum
Центральный район, включал в себя также Капитолийский холм, долину между Палатином и Капитолием (с Римским форумом) и область между Велием и Палатином к арке Тита и храма Венеры и Ромы до Бычьего форума.

### IX Circus Flaminius
Название от цирка Фламиния в южной части Марсова поля, примыкающий к Тибрскому острову и Сервиевой стеной. Район включал в себя Марсово поле в западной части Виа Лата.

### X Palatium
Палатин.

### XI Circus Maximus
Название района пошло от Большого цирка, расположенного в долине между Палатином и Авентином. В район входил цирк, Велабр, область примыкающая к Бычьему форуму и Овощному рынку. На территории района находились храмы Меркурия, Флоры, Луны, Цереры, Геркулеса, Портунуса.

### XII Piscina Publica
Название от монумента Piscina Publica — общественного бассейна, разрушенного во времена империи, между Большим цирком и Ардейскими воротами. Piscina Publica не являлось официальным названием этого района, также неизвестно когда это название закрепилось за ним. Район располагался в южной части Авентина и граничил с Аппиевой дорогой.

### XIII Aventinus
Сам холм и прилегающие к нему территории между Авентином и Тибром. Между Авентином и Porta Trigemina находился оживлённый порт Emporium, где также хранились товары привезённые из Остии, поэтому там располагались хранилища для соли, древесины, пшеницы и строительных материалов.

### XIV Transtiberium
Район, включавший Тибрский остров и жилой район на правом берегу Тибра, современный Трастевере с юга, холм Яникул и позднее Ватиканский холм. Точные границы района неизвестны, однако, во время правления Августа эта территория располагалась за пределами города, во времена Аврелиана вне Померия (лат. Pomerium), священной границы города Рима.
Во время поздней Республики на территории района стало строиться всё больше жилых домов, в районе селились по большей части рабочие и мелкие лавочники, работавшие также для порта, горшечники, мельники, носильщики, работники мастерских по изготовлению кирпичей, столяры и резчики по слоновой кости. Во времена Империи Трастевере стал огромным районом, состоящим из 78 вик. В районе находились несколько древних святилищ, например, Dea Dia, Fors Fortuna, Fons, Divae Corniscae, а также святилища восточных культов Dea Syria, Hadad, Sol, на территории Ватиканского холма — Кибелы и Изиды. На территории района находились большие парки, такие как Сады Агриппины, в которых позднее был построен цирк Калигулы и сады Домиции у мавзолея Адриана.
Важным для XIV района были пограничный лагерь для защиты от нападений из Этрурии, а также охранный пост (лат. Excubitorium) VII когорты вигилов (лат. vigiles, дословно: «охранников»), казарма для тысячи человек. Седьмая когорта вигилов занимались тушение пожаров, охраной портиков, площадей, бань и складов, следила за освещением улиц в IX и XIV округах Рима.